# Temeljni kapital
Temeljni kapital formira se od uplati dioničara za dionice dioničarskog biznisa.
Temeljni kapital i dionice moraju glasiti na nominalne iznose izražene u valuti Republike Hrvatske. Najniži je iznos temeljnoga kapitala kod dioničkog društva je 200.000,00 kuna. Društvo može izdati dionice s nominalnim iznosom ili dionice bez tog iznosa. Nominalni iznos dionice ne može biti manji od 10 kuna. Nominalni iznosi dionica koji su veći od nominalnog iznosa moraju glasiti na iznose koji su višekratnici 10 kuna. Udio u temeljnom kapitalu određuje se kod dionica s nominalnim iznosom odnosom njihova nominalnog iznosa i nominalnog iznosa toga kapitala, a kod dionica bez nominalnog iznosa brojem dionica. Prije upisa društva u trgovački registar, ako se ulozi uplaćuju u novcu, mora se uplatiti najmanje ¼ nominalnog iznosa svake dionice, a ako se dionica izdaje za viši iznos od nominalnog, tada se mora uplatiti i cijeli iznos koji prelazi njezin nominalni iznos.

## Mijenjanje temeljnog kapitala
Temeljni kapital se tokom poslovanja mijenja tj. može se povećati i smanjiti.
Povećavanje temeljnog kapitala d.d.-a može biti provedeno na sljedeće načine: 
- povećanje temeljnog kapitala ulozima izdavanjem novih dionica
- uvjetno povećanje temeljnog kapitala pretvaranjem obveznica društva u dionice
- povećanje temeljnog kapitala koje provodi uprava društva izdavanjem novih dionica uz uplate uloga

Smanjenje temeljnog kapitala d.d.-a može biti provedeno na sljedeće načine:
- redovno - vraćanjem kapitala dioničarima, npr. kada više kapital nije potreban za poslovanje društva
- povlačenjem dionica
- pojednostavljeno smanjenje kapitala da bi se pokrili gubici, sredstva prenijela u kapitalnu dobit